# Gran Premio di superbike d'Europa 1997
Il Gran Premio di superbike d'Europa 1997 è stato la settima prova su dodici del campionato mondiale Superbike 1997, disputato il 3 agosto sul circuito di Brands Hatch, ha visto la vittoria di Pierfrancesco Chili in gara 1, mentre la gara 2 è stata vinta da Carl Fogarty.
La vittoria nella gara valevole per il campionato mondiale Supersport è stata invece ottenuta da Stéphane Chambon.

## Risultati

### Gara 1

#### Arrivati al traguardo[4]
| Pos. | Nº | Pilota               | Squadra                      | Motocicletta | Giri | Tempo     | Griglia | Punti |
| ---- | -- | -------------------- | ---------------------------- | ------------ | ---- | --------- | ------- | ----- |
| 1º   | 7  | Pierfrancesco Chili  | Gattolone Racing             | Ducati       | 25   | 36:23.452 | 1º      | 25    |
| 2º   | 22 | Scott Russell        | Yamaha World Superbike       | Yamaha       | 25   | +0:02.072 | 11º     | 20    |
| 3º   | 3  | John Kocinski        | Castrol Honda                | Honda        | 25   | +0:03.008 | 7º      | 16    |
| 4º   | 9  | Neil Hodgson         | Ducati Racing ADVF           | Ducati       | 25   | +0:05.832 | 3º      | 13    |
| 5º   | 8  | Akira Yanagawa       | Kawasaki Racing              | Kawasaki     | 25   | +0:05.856 | 6º      | 11    |
| 6º   | 2  | Aaron Slight         | Castrol Honda                | Honda        | 25   | +0:06.104 | 9º      | 10    |
| 7º   | 12 | James Whitham        | Suzuki World Superbike       | Suzuki       | 25   | +0:21.807 | 10º     | 9     |
| 8º   | 15 | Piergiorgio Bontempi | Kawasaki Italy Bertocchi     | Kawasaki     | 25   | +0:22.073 | 8º      | 8     |
| 9º   | 11 | Mike Hale            | Suzuki World Superbike       | Suzuki       | 25   | +0:32.064 | 14º     | 7     |
| 10º  | 42 | Chris Walker         | Yamaha World Superbike       | Yamaha       | 25   | +0:40.966 | 13º     | 6     |
| 11º  | 40 | Michael Rutter       | V&M Honda                    | Honda        | 25   | +0:46.927 | 16º     | 5     |
| 12º  | 71 | Ray Stringer         | Sabre Sport                  | Kawasaki     | 25   | +1:12.886 | 18º     |       |
| 13º  | 17 | Pere Riba            | White Endurance              | Honda        | 25   | +1:13.232 | 20º     | 4     |
| 14º  | 77 | Brett Sampson        | Revolution UK/GT Motorcycles | Kawasaki     | 24   | +1 giro   | 21º     |       |
| 15º  | 35 | Phil Giles           | Sunquest                     | Kawasaki     | 24   | +1 giro   | 22º     | 3     |
| 16º  | 69 | Steve Marks          | Clifford James Footwear      | Kawasaki     | 24   | +1 giro   | 23º     |       |
| 17º  | 52 | Giorgio Cantalupo    | M.C. Augusta Praetoria       | Ducati       | 24   | +1 giro   | 24º     |       |
| 18º  | 67 | Nigel Nottingham     | Mistral Engineering          | Yamaha       | 24   | +1 giro   | 26º     |       |
| 19º  | 61 | Jiří Mrkývka         | JM SBK Team                  | Honda        | 23   | +2 giri   | 29º     |       |
| 20º  | 57 | Richard Defago       |                              | Kawasaki     | 23   | +2 giri   | 27º     |       |

#### Ritirati
| Nº | Pilota         | Squadra              | Motocicletta | Giri | Griglia |
| -- | -------------- | -------------------- | ------------ | ---- | ------- |
| 44 | Sean Emmett    | GSE Racing           | Ducati       | 18   | 12º     |
| 54 | Anton Gruschka | Bauer Racing Germany | Yamaha       | 18   | 25º     |
| 31 | Igor Jerman    | MD Depala Vas        | Kawasaki     | 10   | 19º     |
| 34 | Steve Hislop   | Sabre Sport          | Kawasaki     | 7    | 15º     |
| 14 | James Haydon   | Gio.Ca.Moto          | Ducati       | 5    | 17º     |
| 4  | Carl Fogarty   | Ducati Racing ADVF   | Ducati       | 4    | 2º      |
| 6  | Simon Crafar   | Kawasaki Racing      | Kawasaki     | 4    | 5º      |
| 59 | Graeme Ritchie | Frontiers Motorcycle | Ducati       | 0    | 28º     |

#### Squalificato
| Nº | Pilota          | Squadra                 | Motocicletta | Giri | Tempo     | Griglia |
| -- | --------------- | ----------------------- | ------------ | ---- | --------- | ------- |
| 41 | Niall Mackenzie | Cadbury''s Boost Yamaha | Yamaha       | 25   | +0:02.541 | 4º      |

### Gara 2

#### Arrivati al traguardo[5]
| Pos. | Nº | Pilota               | Squadra                  | Motocicletta | Giri | Tempo     | Griglia | Punti |
| ---- | -- | -------------------- | ------------------------ | ------------ | ---- | --------- | ------- | ----- |
| 1º   | 4  | Carl Fogarty         | Ducati Racing ADVF       | Ducati       | 25   | 39:31.922 | 2º      | 25    |
| 2º   | 3  | John Kocinski        | Castrol Honda            | Honda        | 25   | +0:04.754 | 7º      | 20    |
| 3º   | 40 | Michael Rutter       | V&M Honda                | Honda        | 25   | +0:15.869 | 16º     | 16    |
| 4º   | 8  | Akira Yanagawa       | Kawasaki Racing          | Kawasaki     | 25   | +0:17.488 | 6º      | 13    |
| 5º   | 22 | Scott Russell        | Yamaha World Superbike   | Yamaha       | 25   | +0:17.499 | 11º     | 11    |
| 6º   | 9  | Neil Hodgson         | Ducati Racing ADVF       | Ducati       | 25   | +0:18.268 | 3º      | 10    |
| 7º   | 6  | Simon Crafar         | Kawasaki Racing          | Kawasaki     | 25   | +0:22.673 | 5º      | 9     |
| 8º   | 2  | Aaron Slight         | Castrol Honda            | Honda        | 25   | +0:24.086 | 9º      | 8     |
| 9º   | 12 | James Whitham        | Suzuki World Superbike   | Suzuki       | 25   | +0:25.615 | 10º     | 7     |
| 10º  | 42 | Chris Walker         | Yamaha World Superbike   | Yamaha       | 25   | +0:32.499 | 13º     | 6     |
| 11º  | 11 | Mike Hale            | Suzuki World Superbike   | Suzuki       | 25   | +0:58.719 | 14º     | 5     |
| 12º  | 15 | Piergiorgio Bontempi | Kawasaki Italy Bertocchi | Kawasaki     | 25   | +1:34.411 | 8º      | 4     |
| 13º  | 17 | Pere Riba            | White Endurance          | Honda        | 25   | +1:42.427 | 20º     | 3     |
| 14º  | 35 | Phil Giles           | Sunquest                 | Kawasaki     | 25   | +2:13.273 | 22º     | 2     |
| 15º  | 31 | Igor Jerman          | MD Depala Vas            | Kawasaki     | 24   | +1 giro   | 19º     | 1     |
| 16º  | 71 | Ray Stringer         | Sabre Sport              | Kawasaki     | 24   | +1 giro   | 18º     |       |
| 17º  | 67 | Nigel Nottingham     | Mistral Engineering      | Yamaha       | 24   | +1 giro   | 26º     |       |
| 18º  | 69 | Steve Marks          | Clifford James Footwear  | Kawasaki     | 24   | +1 giro   | 23º     |       |
| 19º  | 54 | Anton Gruschka       | Bauer Racing Germany     | Yamaha       | 24   | +1 giro   | 25º     |       |
| 20º  | 57 | Richard Defago       |                          | Kawasaki     | 24   | +1 giro   | 27º     |       |
| 21º  | 61 | Jiří Mrkývka         | JM SBK Team              | Honda        | 23   | +2 giri   | 29º     |       |
| 22º  | 52 | Giorgio Cantalupo    | M.C. Augusta Praetoria   | Ducati       | 22   | +3 giri   | 24º     |       |

#### Ritirati
| Nº | Pilota              | Squadra                      | Motocicletta | Giri | Griglia |
| -- | ------------------- | ---------------------------- | ------------ | ---- | ------- |
| 44 | Sean Emmett         | GSE Racing                   | Ducati       | 10   | 12º     |
| 34 | Steve Hislop        | Sabre Sport                  | Kawasaki     | 7    | 15º     |
| 7  | Pierfrancesco Chili | Gattolone Racing             | Ducati       | 6    | 1º      |
| 41 | Niall Mackenzie     | Cadbury''s Boost Yamaha      | Yamaha       | 5    | 4º      |
| 14 | James Haydon        | Gio.Ca.Moto                  | Ducati       | 0    | 17º     |
| 77 | Brett Sampson       | Revolution UK/GT Motorcycles | Kawasaki     | 0    | 21º     |

### Supersport

#### Arrivati al traguardo
| Pos. | Nº | Pilota               | Motocicletta | Giri | Tempo      | Punti |
| ---- | -- | -------------------- | ------------ | ---- | ---------- | ----- |
| 1º   | 24 | Stéphane Chambon     | Ducati       | 23   | 35'07,006" | 25    |
| 2º   | 26 | Paolo Casoli         | Ducati       | 23   | +0,328"    | 20    |
| 3º   | 34 | Yves Briguet         | Suzuki       | 23   | +0,963"    | 16    |
| 4º   | 6  | Vittoriano Guareschi | Yamaha       | 23   | +9,392"    | 13    |
| 5º   | 17 | Stéphane Mertens     | Suzuki       | 23   | +11,545"   | 11    |
| 6º   | 1  | Fabrizio Pirovano    | Ducati       | 23   | +14,608"   | 10    |
| 7º   | 88 | Scott Smart          | Ducati       | 23   | +15,838"   | 9     |
| 8º   | 36 | Christophe Cogan     | Ducati       | 23   | +19,524"   | 8     |
| 9º   | 35 | Giovanni Bussei      | Suzuki       | 23   | +23,138"   | 7     |
| 10º  | 30 | Wilco Zeelenberg     | Yamaha       | 23   | +23,738"   | 6     |
| 11º  | 31 | Marco Risitano       | Kawasaki     | 23   | +24,554"   | 5     |
| 12º  | 27 | Rubén Xaus           | Honda        | 23   | +24,776"   | 4     |
| 13º  | 8  | Roberto Panichi      | Bimota       | 23   | +26,169"   | 3     |
| 14º  | 7  | Thomas Körner        | Ducati       | 23   | +35,981"   | 2     |
| 15º  | 60 | Eric Mahé            | Yamaha       | 23   | +36,050"   | 1     |
| 16º  | 52 | Dean Thomas          | Honda        | 23   | +36,421"   |       |
| 17º  | 13 | Jeffry de Vries      | Yamaha       | 23   | +45,978"   |       |
| 18º  | 18 | David Rouge          | Honda        | 23   | +54,417"   |       |
| 19º  | 37 | Bruno Cirafici       | Bimota       | 23   | +54,569"   |       |
| 20º  | 59 | Francisco Riquelme   | Ducati       | 23   | +1'01,078" |       |
| 21º  | 11 | Peter Koller         | Kawasaki     | 23   | +1'04,199" |       |
| 22º  | 15 | Robert Ulm           | Honda        | 23   | +1'04,518" |       |
| 23º  | 46 | Camillio Mariottini  | Honda        | 23   | +1'19,635" |       |
| 24º  | 9  | Rudi Markink         | Yamaha       | 22   | +1 giro    |       |

#### Ritirati
| Nº | Pilota              | Motocicletta | Giri |
| -- | ------------------- | ------------ | ---- |
| 22 | Bernard Garcia      | Honda        | 15   |
| 41 | Michaël Paquay      | Honda        | 12   |
| 51 | Jean Pierre Jeandat | Ducati       | 11   |
| 19 | Christian Zwedorn   | Honda        | 11   |
| 32 | Marc Garcia         | Honda        | 9    |
| 2  | Massimo Meregalli   | Yamaha       | 4    |
| 10 | Wim Theunissen      | Kawasaki     | 4    |
| 90 | Bernhard Schick     | Ducati       | 1    |
| 38 | Mario Innamorati    | Ducati       | 0    |
| 57 | Steve Plater        | Honda        | 0    |
| 14 | Fred Bayens         | Honda        | 0    |
| 55 | Mike Edwards        | Honda        | 0    |